# L.M.L.
«L.M.L.» — п'ятий студійний альбом українського гурту «ВІА Гра».

## Історія виходу альбому
Альбом в Росії вийшов 13 вересня 2007 року. Автор всіх оригінальних пісень — Костянтин Меладзе. Перекладами пісень займалися Юрій Камінський, Олексій Крузін, Матвій Анічкін та Аріана Ґрінблатт.
Над альбомом «ВІА Гра» працювала кілька місяців. У перший місяць продажу альбом перебував на першій сходинці в компанії «Монолит». Назва альбому було дано по першій однойменною піснею альбому «LML». Це вже другий англомовний альбом після «Stop! Stop! Stop!», але перший англомовний альбом виявився успішнішим.

## Список пісень
Автор музики Костянтин Меладзе. 
| #     | Назва                  | Автор слів                                            | Тривалість |
| ----- | ---------------------- | ----------------------------------------------------- | ---------- |
| 1.    | «L.M.L.»               | Юрій Камінський, Михайло Лермонтов                    | 4:15       |
| 2.    | «Tell me lie»          | Юрій Камінський                                       | 4:24       |
| 3.    | «Thunderstorm»         | Юрій Камінський                                       | 3:25       |
| 4.    | «Diamonds»             | Юрій Камінський                                       | 3:30       |
| 5.    | «Take you back»        | Олексій Крузін                                        | 3:59       |
| 6.    | «Humenology»           | Юрій Камінський                                       | 3:49       |
| 7.    | «No joy and no sorrow» | Володимир Голяк                                       | 3:02       |
| 8.    | «Director»             | Юрій Камінський                                       | 4:01       |
| 9.    | «My beloved»           | Юрій Камінський                                       | 3:27       |
| 10.   | «I don't want a man»   | Матвій Анічкін, Аріана Ґрінблатт, Олександр Сидоренко | 3:43       |
| 37:35 |                        |                                                       |            |

| Bonus video | Bonus video          | Bonus video | Bonus video |
| #           | Назва                | Режисер     | Тривалість  |
| ----------- | -------------------- | ----------- | ----------- |
| 1.          | «L.M.L.»             | Алан Бадоєв | 4:15        |
| 2.          | «Take you back»      | Семен Горов | 3:59        |
| 3.          | «I don't want a man» | Семен Горов | 3:43        |

## Історія релізу
| Назва  | Дата            | Лейбл             | Формат | Регіон  |
| ------ | --------------- | ----------------- | ------ | ------- |
| L.M.L. | 13 вересня 2007 | Монолит           | CD     | Росія   |
| L.M.L. | 19 вересня 2007 | Sony Music Taiwan | CD     | Тайвань |